# 漆野寿一
漆野 寿一（うるしの じゅいち、1905年2月3日 - 1992年8月4日）は、茨城県出身の実業家。山下汽船（現：商船三井）常務、山栄船舶社長等を歴任した。

## 略歴
1905年2月3日、茨城県新治郡志士庫村宍倉に於いて漆野佐一郎と孝子の長男として生まれる。父佐一郎は1903年に東京帝国大学工学部を卒業後、大倉鉱業や入山採炭などの重役を務めた。母孝子は利根運河開鑿など地方産業開発に貢献した、茨城県北相馬郡高井村の広瀬誠一郎の次女。
1928年に弘前高校を卒業後、京都帝国大学経済学部に入学。在学中は剣道に打ち込んだ。1931年に同大学を卒業して山下汽船に入社。1935年、会社に命じられてアメリカ・カナダを視察。1945年、船舶運営会に出向、その後運輸省に転じる。1950年、山下汽船に戻り営業部副部長、ニューヨーク主席駐在員を歴任。1955年、業務部長に就任。1957年、取締役に就任。1960年、常務に就任し、中京海運代表を兼ねる。1964年、山栄船舶社長となる。

## 親族
やさ夫人は日本鉱業（現：ジャパンエナジー）の元社長・下河辺建二の長女。従って漆野は下河辺牧場創業者・下河辺孫一の義弟であり、日製産業（現：日立ハイテク）の元社長・下河辺三史の義兄にあたる。寿一の弟・東吉（元一興産業社長）は元三菱自動車工業社長・舘豊夫の姉・久楽子と結婚し1男1女をもうけた。なお寿一・やさ夫妻も東吉・久楽子夫妻と同じく1男1女をもうけ、長女の元子はタイツウ顧問の代田繁夫に嫁いだ。